# The Best Side of Life
The Best Side of Life (englisch für „Die beste Seite des Lebens“) ist ein Weihnachts-Popsong von Sarah Connor aus ihrem Album Christmas in My Heart von 2005. Der Song wurde von Marc Lennard und Jojo HF geschrieben und von Kay Denar und Rob Tyger produziert.

## Inhalt
Der Text behandelt die große Freude, endlich wieder mit einer geliebten Person zusammen zu sein, denn: „heute Abend gibt es nur dich und mich“.
Im Musikvideo sieht man Sarah Connor beim Schminken, Geschenke verpacken und bei der Anprobe. Zum Schluss singt sie den letzten Refrain mit einem Gospelchor auf einem Weihnachtsmarkt. 

## Veröffentlichung
The Best Side of Life wurde am 24. November 2006 als Single veröffentlicht. Es handelt sich nach Christmas in My Heart um die zweite Auskopplung aus ihrem Album Christmas in My Heart von 2005.
Der Song wurde in seinem Veröffentlichungsjahr in der Coca-Cola-Weihnachtswerbung gespielt und löste für zwei Jahre Melanie Thorntons Wonderful Dream (Holidays Are Coming) ab.

## Chartplatzierungen
| Periode   | Höchstplatzierung, GesamtwochenChartplatzierungen (Periode, Platzierungen, Wochen) | Höchstplatzierung, GesamtwochenChartplatzierungen (Periode, Platzierungen, Wochen) | Höchstplatzierung, GesamtwochenChartplatzierungen (Periode, Platzierungen, Wochen) |
| Periode   | DE                                                                                 | AT                                                                                 | CH                                                                                 |
| --------- | ---------------------------------------------------------------------------------- | ---------------------------------------------------------------------------------- | ---------------------------------------------------------------------------------- |
| 2006/07   | DE4 (9 Wo.)DE                                                                      | AT12 (7 Wo.)AT                                                                     | CH15 (6 Wo.)CH                                                                     |
| 2007/08   | DE53 (5 Wo.)DE                                                                     | —                                                                                  | —                                                                                  |
| 2008/09   | DE86 (3 Wo.)DE                                                                     | —                                                                                  | —                                                                                  |
| 2009/10   | DE77 (2 Wo.)DE                                                                     | —                                                                                  | —                                                                                  |
|           |                                                                                    |                                                                                    |                                                                                    |
|           |                                                                                    |                                                                                    |                                                                                    |
| 2017/18   | DE57 (1 Wo.)DE                                                                     | —                                                                                  | —                                                                                  |
| 2018/19   | DE65 (1 Wo.)DE                                                                     | —                                                                                  | —                                                                                  |
| 2019/20   | DE55 (1 Wo.)DE                                                                     | —                                                                                  | —                                                                                  |
| 2020/21   | DE25 (5 Wo.)DE                                                                     | —                                                                                  | —                                                                                  |
| 2021/22   | DE34 (5 Wo.)DE                                                                     | AT46 (4 Wo.)AT                                                                     | —                                                                                  |
| 2022/23   | DE27 (5 Wo.)DE                                                                     | AT43 (4 Wo.)AT                                                                     | —                                                                                  |
| 2023/24   | DE28 (5 Wo.)DE                                                                     | AT46 (3 Wo.)AT                                                                     | —                                                                                  |
| 2024/25   | DE39 (3 Wo.)DE                                                                     | AT58 (1 Wo.)AT                                                                     | —                                                                                  |
| Insgesamt | DE4 (45 Wo.)DE                                                                     | AT12 (19 Wo.)AT                                                                    | CH15 (6 Wo.)CH                                                                     |

| ChartsJahrescharts (2007) | Platzierung |
| ------------------------- | ----------- |
| Deutschland (GfK)         | 74          |